# Metalasia pulchella
Metalasia pulchella là một loài thực vật có hoa trong họ Cúc. Loài này được (Cass.) P.O.Karis mô tả khoa học đầu tiên năm 1989.